# Rafael van der Vaart
Rafael Ferdinand van der Vaart (Heemskerk, Holanda Septentrional, 11 de febrero de 1983) es un exfutbolista neerlandés que jugaba como centrocampista ofensivo.

## Biografía
Su madre nació en la localidad española de Chiclana de la Frontera (provincia de Cádiz), pero emigró a Holanda, donde nació su hijo.

### AFC Ajax
En 1993 firmó un contrato con el Ajax Ámsterdam, proveniente del BVV De Kennemers, pasando a integrar las divisiones menores del equipo de Ámsterdam. El 19 de abril de 2000 debutó en el primer equipo del Ajax Ámsterdam, en un partido contra el FC Den Bosch que finalizó 1 a 1. En la temporada 2000-2001, ya empezó a brillar al marcar 7 goles en los 27 partidos que jugó con el club neerlandés.

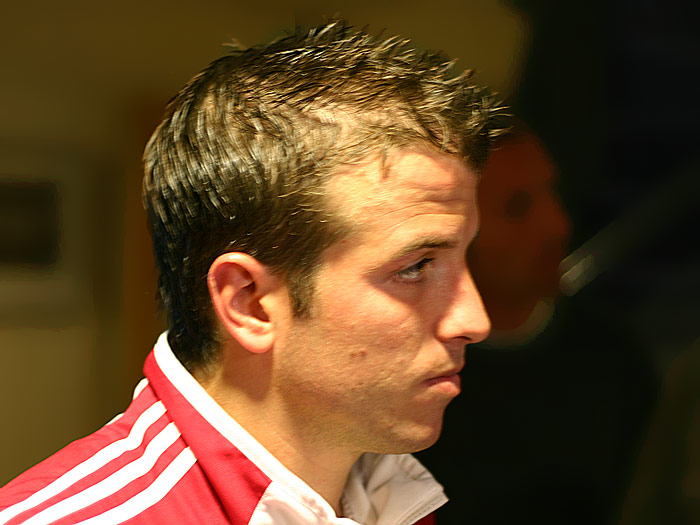
Van der Vaart durante una entrevista con el Ajax.

El 6 de octubre de 2001 debutó en la selección nacional jugando contra Andorra, en un encuentro válido para la clasificación a la Copa Mundial de Fútbol de 2002, celebrada en Corea y Japón. En esa segunda temporada con el Ajax, marcó 14 goles, que ayudaron al Ajax a conquistar el título, pero una grave lesión de rodilla le dejó en el dique seco lo que quedó de temporada.
Las cosas no mejoraron en la temporada siguiente en lo que se refiere a las lesiones. A pesar de todo, consiguió 18 tantos en 21 encuentros y se convirtió en una de las mejores promesas de la cantera del Ajax. En el 2002-2003, asumió la capitanía del club de Ámsterdam. En esa temporada, marcó tan solo siete goles en 26 partidos pero fue uno de los grandes artífices de la consecución del título para su equipo.

### Hamburgo SV
En su última campaña en el Ajax jugó 22 partidos y marcó seis goles. Pero lo más importante es que era un secreto a gritos que Van der Vaart cambiaría de aires. Sorprendentemente, el histórico Hamburgo se adelantó a clubes españoles e italianos y se hizo con su fichaje tras abonar 5,5 millones de euros al Ajax el 28 de mayo de 2005. Allí recuperó su juego y fue uno de los jugadores más destacados de su equipo en la temporada 2005/06.
El 14 de mayo de 2006, el seleccionador nacional Marco van Basten lo ratificó dentro de la nómina de la selección neerlandesa. Anteriormente disputó 9 de los 12 encuentros clasificatorios para la Copa Mundial de Fútbol de 2006. Regresó al fútbol alemán, y después de un mal inicio de temporada, el Hamburgo remontó posiciones con Van der Vaart, siendo pieza clave. Durante el verano de 2007 recibió ofertas del Valencia CF y del Real Madrid, el jugador presionó para fichar por el club levantino pero no fue posible. De hecho, llegó a posar con la camiseta del Valencia CF sufriendo los improperios e insultos de los aficionados alemanes y recibiendo una multa del Hamburgo.
Tras la finalización de la Eurocopa 2008 y el estancamiento del fichaje de Cristiano Ronaldo por el Real Madrid, aparecieron diversas publicaciones que vinculaban nuevamente a Van der Vaart en la órbita del Real. A finales del mes de julio salió a la luz que el Real acordó con el Hamburgo el traspaso de Rafael para la temporada 2009/10 a cambio de un millón y medio de euros. Pese a ello, el equipo blanco consideró incorporarlo inmediatamente a su plantilla realizando una oferta formal por el jugador a cambio de 6 millones de euros, oferta que fue rechazada por el club teutón.
El 31 de julio de 2008, apareció en la prensa deportiva la noticia de que Madrid y Hamburgo negociaron el día anterior por el mediapunta. El Hamburgo, consciente de que la próxima temporada 2009/10 su estrella se marcharía al equipo madrileño por un millón y medio de euros, aceptó negociar con el campeón español y las cantidades fijadas eran de en torno a 10 millones de euros para la incorporación inmediata del jugador al Madrid.

### Real Madrid

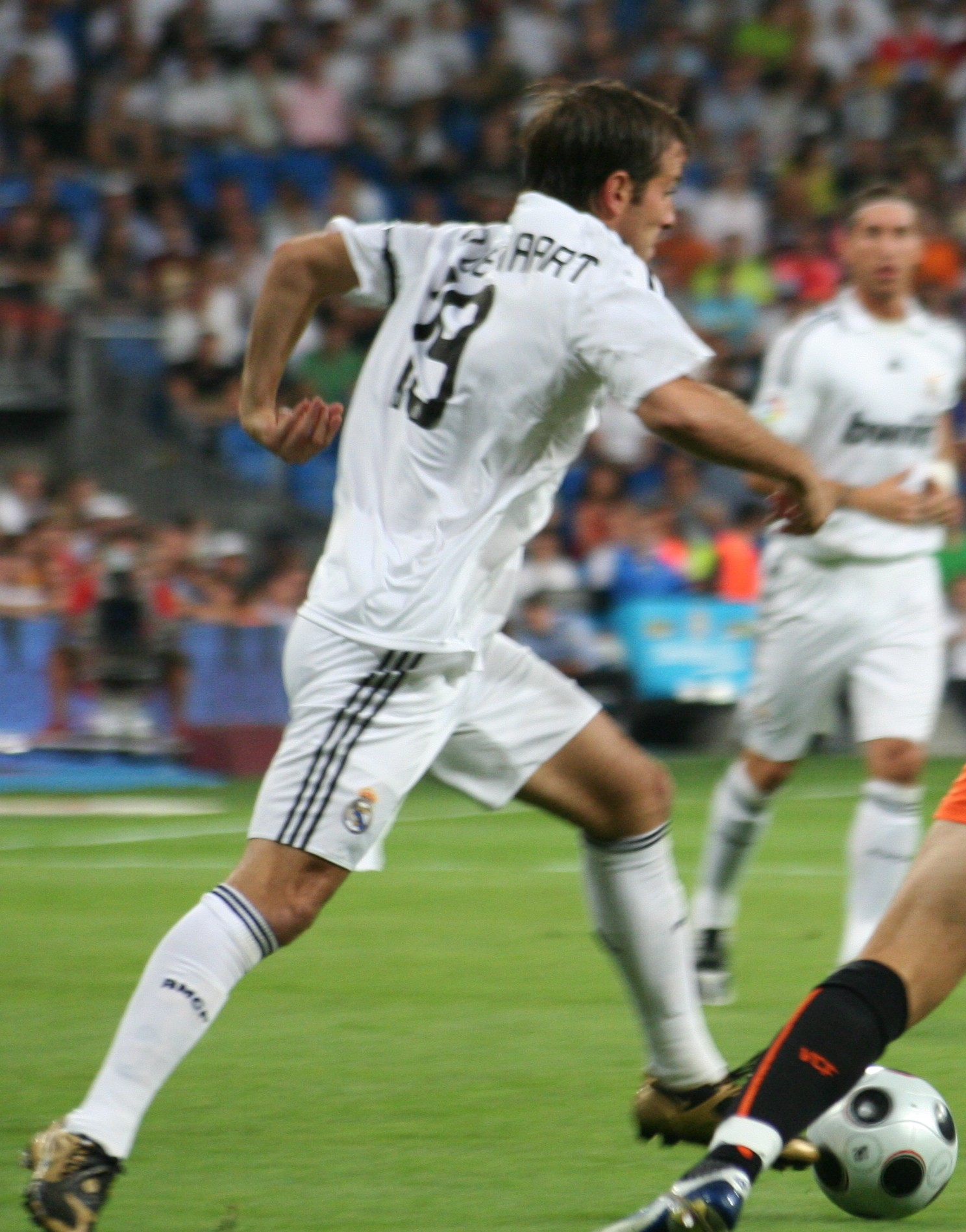
Van der Vaart en el partido de vuelta de la Supercopa de España 2008 con el Real Madrid.

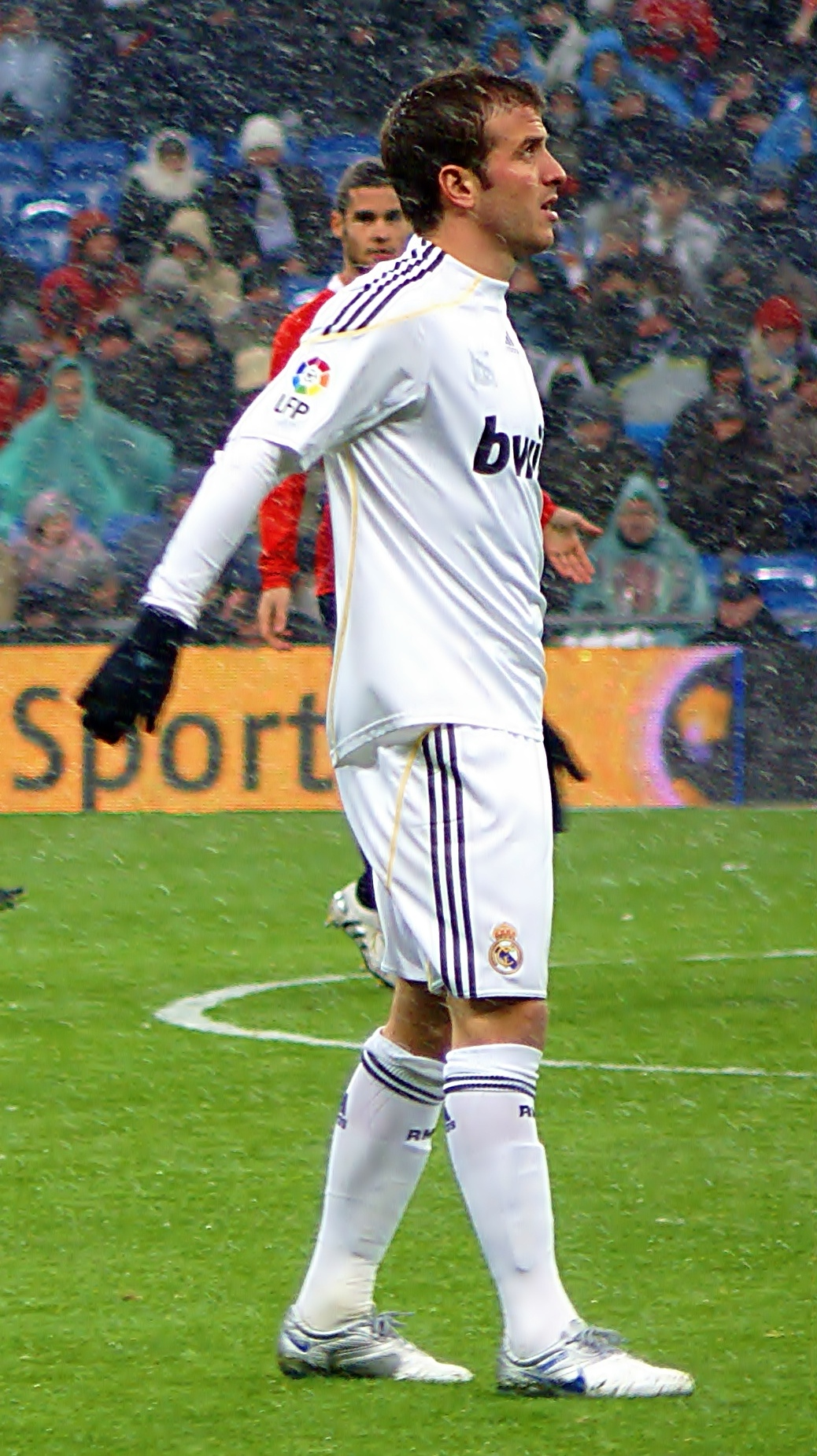
Van der Vaart en un encuentro con el Real Madrid en 2010

El 4 de agosto de 2008, y coincidiendo con la grave lesión de su compatriota Wesley Sneijder, el propio jugador anunciaba en su página web oficial su fichaje por el Real Madrid. Ese mismo día, horas después del comunicado del jugador, el Real Madrid CF hizo público un comunicado oficial en su página web en el que anunciaba el acuerdo final por cinco temporadas. El fichaje finalmente se cerró en 13 millones de euros. El jugador se presentó al día siguiente con el Real Madrid.
El 7 de agosto, Van der Vaart debuta con el Real Madrid en el partido amistoso que enfrentaba el conjunto merengue con el Independiente Santa Fe en Bogotá, Colombia donde Rafael van der Vaart entró en el segundo tiempo logrando un gol y una asistencia. Marcó cinco goles en la temporada 2008/09, 1 contra el Numancia, 3 contra el Sporting de Gijón y 1 contra el Villareal. A pesar de su mejorable rendimiento en la primera temporada y de estar prácticamente fuera del equipo en verano, durante la temporada 2009/2010 su juego ha mejorado mucho, lo que le permite disputar el puesto de mediapunta con Kaka´.
En el partido del 6 de marzo, cuando el Madrid cumplía 108 años de existencia, en el partido contra el Sevilla, haciendo que el Madrid de una excelente remontada en 22 minutos con los primeros 2 tantos de Cristiano Ronaldo y Sergio Ramos, antes del final del partido, durante el tiempo de compensación, logró el tercer tanto quedando el resultado final 3-2 a favor del Madrid ante el Sevilla.

### Tottenham Hotspur

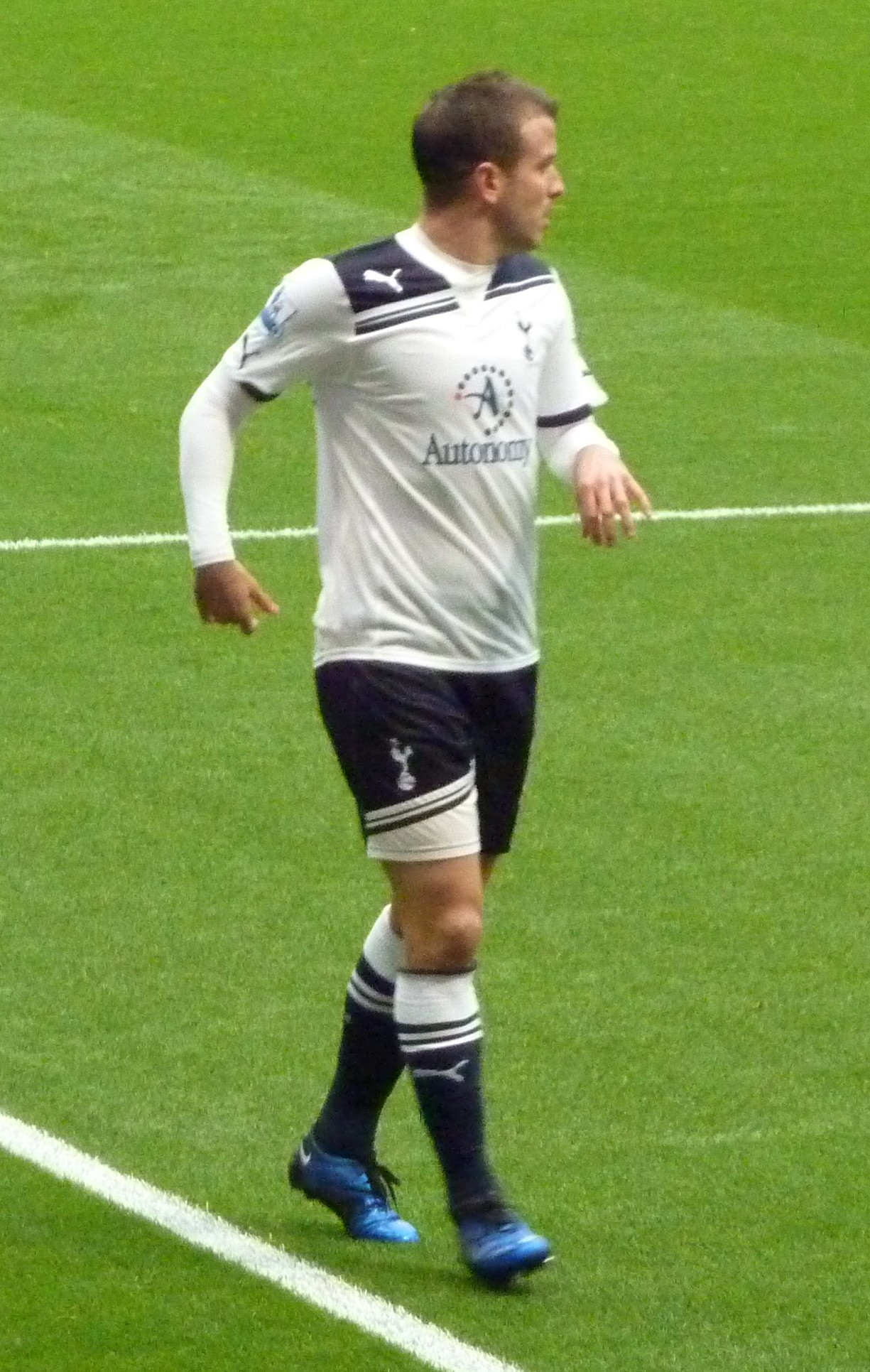
Rafael con el Tottenham.

El Real Madrid y el Tottenham llegaron a un acuerdo por el cual el jugador neerlandés jugaría con los Spurs a cambio de 11 millones. La contratación se complicó porque el mercado de fichajes ya había sido cerrado cuando se llegó al acuerdo. En ese momento se llegó a decir que iba a quedarse en el Real Madrid, aunque al final se resolvieron los problemas y logró lucir la camiseta de los Spurs.

### Regreso al Hamburgo SV
El 31 de agosto de 2012, el último día de la temporada de traspasos, van der Vaart fichó con el Hamburgo SV de Alemania, regresando a la Bundesliga después de cuatro años.

### Real Betis Balompié
El 15 de junio de 2015 van der Vaart firma por tres temporadas con el Real Betis Balompié, equipo de la Liga BBVA española. Finalmente se desvincula del club verdiblanco el 30 de junio de 2018 acumulando apenas 296 minutos de juego en la temporada 2015-2016.

### FC Midtjylland
El 10 de agosto de 2016 es cedido al club danés FC Midtjylland por dos temporadas. Durante esas dos temporadas apenas tuvo protagonismo con el primer equipo, llegando a jugar más con el filial.

### Esbjerg fB
A principios de agosto de 2018 se hizo oficial su fichaje por el Esbjerg fB por una temporada, donde anuncia su retirada del fútbol en activo en noviembre del mismo año.

### Chiclana Industrial C.F.
En abril de 2019, ficha por el Chiclana Industrial C.F. de la Primera División Andaluza.

## Selección nacional

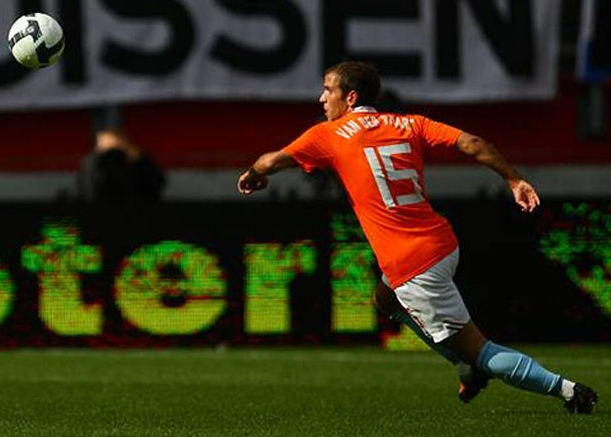
Van der Vaart en un partido amistoso frente a con la en 2009

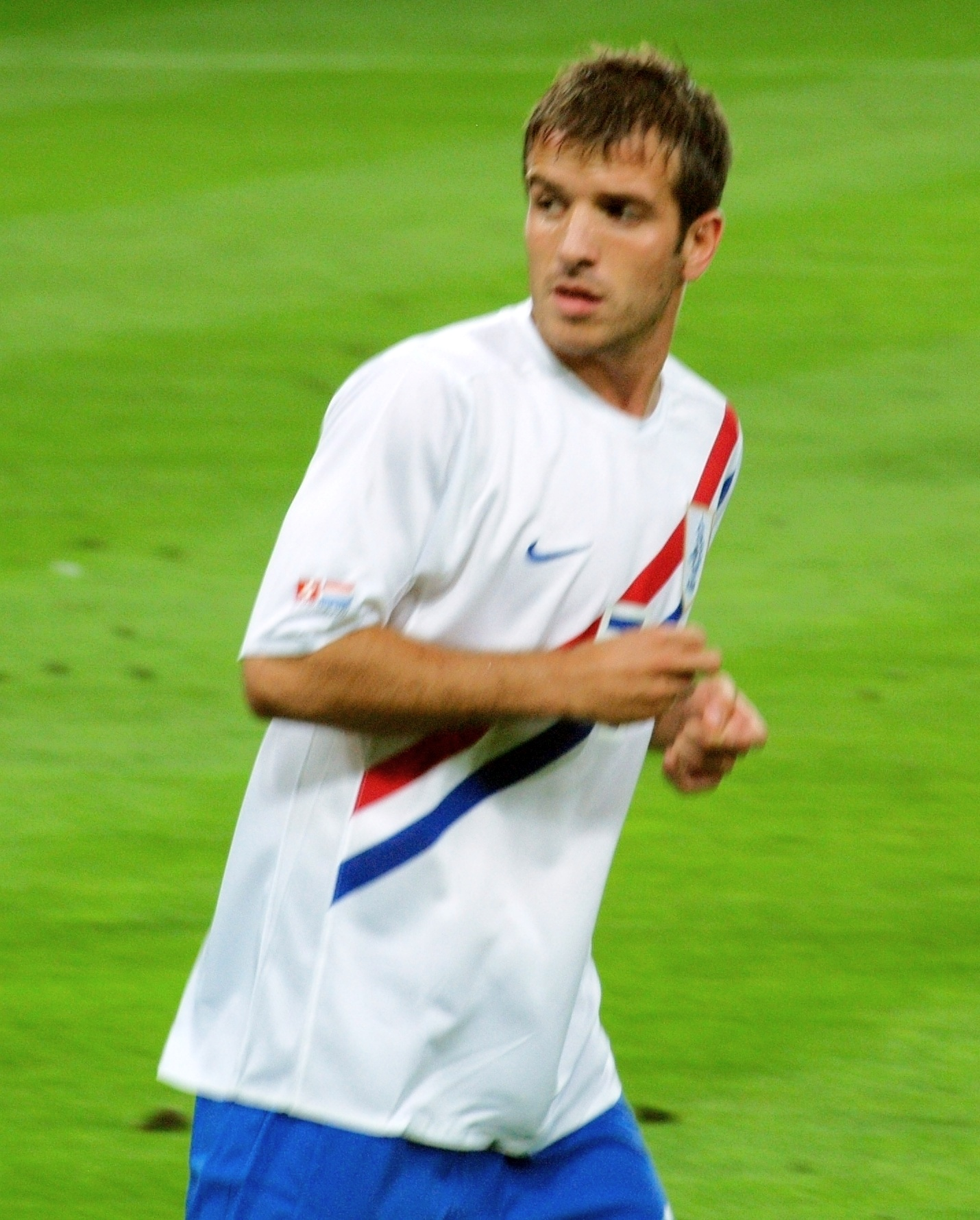
Van der Vaart con la selección neerlandesa.

Fue internacional absoluto desde el año 2001, disputando 109 partidos, con 25 goles en su cuenta. Ha disputado una fase final de un Mundial de fútbol (Alemania 2006); y tres de una Eurocopa, las del año 2004 (donde acabó como semifinalista), la del 2008 cayendo en cuartos de final y la del 2012 siendo su selección eliminada en primera ronda. También disputó la Copa Mundial de Fútbol de 2010 donde fue subcampeón tras caer derrotado en la final por España en la prórroga.
El 13 de mayo de 2014, van der Vaart fue incluido por el entrenador de la selección de los Países Bajos, Louis van Gaal, en la lista preliminar de 30 jugadores que representarán a ese país en la Copa Mundial de Fútbol de 2014 en Brasil. No obstante, no pudo ser considerado para la lista final de 23 debido a una lesión que sufrió en el gemelo derecho.

### Participaciones en Copas del Mundo
| Mundial                       | Sede      | Resultado        | Partidos | Goles |
| ----------------------------- | --------- | ---------------- | -------- | ----- |
| Copa del Mundo Sub-20 de 2001 | Argentina | Cuartos de final | 5        | 1     |
| Copa del Mundo de 2006        | Alemania  | Octavos de final | 3        | 0     |
| Copa del Mundo de 2010        | Sudáfrica | Subcampeón       | 5        | 0     |

### Participaciones en Eurocopas
| Eurocopa      | Sede              | Resultado        |
| ------------- | ----------------- | ---------------- |
| Eurocopa 2004 | Portugal          | Semifinal        |
| Eurocopa 2008 | Austria y Suiza   | Cuartos de final |
| Eurocopa 2012 | Polonia y Ucrania | Fase de grupos   |

## Estadísticas
Actualizado al 29 de julio de 2015.
| Ajax Ámsterdam · Países Bajos                  | 1999-00 | 1   | 0   | -  | -  | -  | -  | -  | - | 1   | 0   |
| Ajax Ámsterdam · Países Bajos                  | 2000-01 | 27  | 7   | 1  | 0  | 4  | 3  | -  | - | 32  | 10  |
| Ajax Ámsterdam · Países Bajos                  | 2001-02 | 20  | 14  | 2  | 2  | 5  | 1  | -  | - | 27  | 17  |
| Ajax Ámsterdam · Países Bajos                  | 2002-03 | 21  | 18  | 2  | 0  | 6  | 2  | 1  | 2 | 30  | 22  |
| Ajax Ámsterdam · Países Bajos                  | 2003-04 | 26  | 7   | 1  | 0  | 6  | 1  | -  | - | 33  | 8   |
| Ajax Ámsterdam · Países Bajos                  | 2004-05 | 22  | 6   | 2  | 0  | 7  | 1  | 1  | 0 | 32  | 7   |
| Ajax Ámsterdam · Países Bajos                  | Total   | 117 | 52  | 8  | 2  | 28 | 7  | 2  | 2 | 155 | 63  |
| Hamburgo · Alemania                            | 2005-06 | 19  | 9   | 2  | 0  | 15 | 7  | -  | - | 36  | 16  |
| Hamburgo · Alemania                            | 2006-07 | 26  | 8   | 0  | 0  | 5  | 3  | 1  | 0 | 33  | 10  |
| Hamburgo · Alemania                            | 2007-08 | 29  | 12  | 4  | 4  | 11 | 5  | -  | - | 44  | 21  |
| Hamburgo · Alemania                            | Total   | 74  | 29  | 6  | 4  | 31 | 15 | 2  | 0 | 113 | 48  |
| Real Madrid · España                           | 2008-09 | 32  | 5   | 1  | 0  | 7  | 0  | 2  | 0 | 42  | 5   |
| Real Madrid · España                           | 2009-10 | 26  | 6   | 2  | 1  | 3  | 0  | 2  | 0 | 31  | 7   |
| Real Madrid · España                           | Total   | 58  | 11  | 3  | 1  | 10 | 0  | 4  | 0 | 75  | 12  |
| Tottenham Hotspur Inglaterra                   | 2010-11 | 28  | 13  | 1  | 0  | 7  | 2  | 0  | 0 | 36  | 15  |
| Tottenham Hotspur Inglaterra                   | 2011-12 | 33  | 11  | 4  | 1  | 1  | 1  | 1  | 0 | 39  | 13  |
| Tottenham Hotspur Inglaterra                   | 2012-13 | 2   | 0   | 0  | 0  | 0  | 0  | 0  | 0 | 2   | 0   |
| Tottenham Hotspur Inglaterra                   | Total   | 63  | 24  | 6  | 1  | 8  | 3  | 1  | 0 | 77  | 28  |
| Hamburgo · Alemania                            | 2012-13 | 27  | 5   | 0  | 0  | -  | -  | -  | - | 27  | 5   |
| Hamburgo · Alemania                            | 2013-14 | 27  | 7   | 3  | 1  | -  | -  | 2  | 0 | 32  | 8   |
| Hamburgo · Alemania                            | 2014-15 | 24  | 4   | 2  | 1  | -  | -  | 1  | 0 | 28  | 5   |
| Hamburgo · Alemania                            | Total   | 78  | 16  | 5  | 2  | 0  | 0  | 3  | 0 | 86  | 18  |
| Real Betis · España                            | 2015-16 | 7   | 0   | 1  | 0  | -  | -  | -  | - | 8   | 0   |
| Real Betis · España                            | Total   | 7   | 0   | 1  | 0  | 0  | 0  | 0  | 0 | 8   | 0   |
| Midtjylland Dinamarca (cedido)                 | 2016-17 | 11  | 1   | 0  | 0  | 1  | 0  | -  | - | 12  | 1   |
| Midtjylland Dinamarca (cedido)                 | Total   | 11  | 1   | 0  | 0  | 1  | 0  | 0  | 0 | 0   | 0   |
| Midtjylland "B" Dinamarca (cedido)             | 2017    | 2   | 2   | 0  | 0  | 0  | 0  | -  | - | 2   | 2   |
| Midtjylland "B" Dinamarca (cedido)             | Total   | 2   | 2   | 0  | 0  | 0  | 0  | 0  | 0 | 0   | 0   |
| Totales                                        | Totales | 409 | 133 | 29 | 10 | 78 | 25 | 12 | 2 | 525 | 170 |
| Última actualización el 9 de diciembre de 2016 |         |     |     |    |    |    |    |    |   |     |     |

## Palmarés

### Campeonatos nacionales
| Título                        | Club           | País         | Año  |
| ----------------------------- | -------------- | ------------ | ---- |
| Eredivisie                    | Ajax Ámsterdam | Países Bajos | 2002 |
| Copa de los Países Bajos      | Ajax Ámsterdam | Países Bajos | 2002 |
| Supercopa de los Países Bajos | Ajax Ámsterdam | Países Bajos | 2002 |
| Eredivisie                    | Ajax Ámsterdam | Países Bajos | 2004 |
| Supercopa de España           | Real Madrid    | España       | 2008 |

### Copas internacionales
| Título         | Club     | País     | Año  |
| -------------- | -------- | -------- | ---- |
| Copa Intertoto | Hamburgo | Alemania | 2005 |
| Copa Intertoto | Hamburgo | Alemania | 2007 |

### Distinciones individuales
| Distinción                           | Año     |
| ------------------------------------ | ------- |
| Talento del año en el Ajax Ámsterdam | 1999    |
| Talento del año en el Ajax Ámsterdam | 2000    |
| Talento del año en Ámsterdam         | 2000    |
| Talento del año en el Ajax Ámsterdam | 2001    |
| Talento del año en los Países Bajos  | 2000-01 |
| Deportista del año en Ámsterdam      | 2001    |
| Talento europeo del año              | 2002    |
| Premio Golden Boy                    | 2003    |

## Vida privada
Su padre es neerlandés y su madre es española, de la ciudad andaluza de Chiclana de la Frontera (Cádiz). Por ello, en España es conocido como "el tulipán de Chiclana". El 10 de junio de 2005 se casó con la modelo y actriz neerlandesa Sylvie Meis. Un año más tarde nació su primer hijo, Damián, el 28 de mayo de 2006, unos diez días antes de comenzar la Copa Mundial de Fútbol de 2006.
Finalmente, su matrimonio desembocó en lo que parece una irrevocable separación después de que el futbolista agrediera  públicamente a su esposa en la fiesta de Nochevieja del año 2012.
En 2019 comenzó su carrera de dardos, uniéndose a la Organización Británica de Dardos.